# Macrothemis valida
Macrothemis valida is een libellensoort uit de familie van de korenbouten (Libellulidae), onderorde echte libellen (Anisoptera).
De wetenschappelijke naam Macrothemis valida is voor het eerst geldig gepubliceerd in 1916 door Navás.